# Hummels Wharf, Pennsylvania
Hummels Wharf je naseljeno mjesto u američkoj saveznoj državi Pennsylvania.

## Demografija
Po popisu iz 2010. godine broj stanovnika je 1.353, što je 712 (111,1%) stanovnika više nego 2000. godine. 